# Ischnoderma
Ischnoderma P. Karst. (smolucha) – rodzaj grzybów z rodziny Ischnodermataceae.

## Charakterystyka
Grzyby nadrzewne, saprotroficzne, poliporoidalne. Owocniki roczne, siedzące, płaskie, podłużne, półokrągłe do prawie okrągłych, o powierzchni włochatej lub gładkiej, ciemnobrązowej do prawie czarnej. Hymenofor poroidalny, powierzchnia porów biała, ciemnieje po dotknięciu lub wysuszeniu, pory całe i małe, rurki w tym samym kolorze co powierzchnia porów. Kontekst ochrowy do jasnobrązowego i oddzielony od warstwy włosów przez wyraźną, cienką, czarną strefę, która po starciu się włosów staje się wyraźnie widoczna. System strzępkowy monodimityczny, strzępki generatywne ze sprzążkami, strzępki szkieletowe prawie szkliste do jasnożółtych, grubościenne. Bazydiospory cylindryczne do allantoidalnych, cienkościenne, gładkie, w odczynniku Melzera nieamyloidalne. Rozwijają się na drewnie drzew iglastych i liściastych powodując białą zgniliznę drewna.

## Systematyka i nazewnictwo
Pozycja w klasyfikacji według Index Fungorum: Ischnodermataceae, Polyporales, Incertae sedis, Agaricomycetes, Agaricomycotina, Basidiomycota, Fungi.
Polską nazwę nadał Stanisław Domański i in. w 1967 r.
Gatunki występujące w Polsce:
- Ischnoderma benzoinum (Wahlenb.) P. Karst. 1881 – smolucha świerkowa
- Ischnoderma resinosum (Schrad.) P. Karst. 1879 – smolucha bukowa

Nazwy naukowe na podstawie Index Fungorum. Wykaz gatunków i nazwy polskie według Władysława Wojewody.